# Michaela Geiger

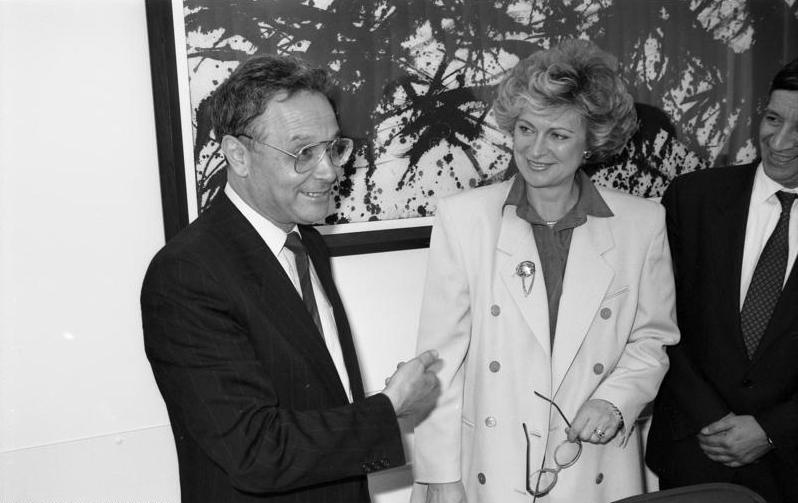
Michaela Geiger 1991 mit einer Regierungsdelegation aus Marokko

Michaela Geiger, geb. Rall (* 29. September 1943 in Oberammergau; † 30. Dezember 1998 in München), war eine deutsche Politikerin (CSU).
Sie war von 1991 bis 1997 Parlamentarische Staatssekretärin und von 1997 bis 1998 Vizepräsidentin des Deutschen Bundestages.

## Leben und Beruf
Geiger besuchte von 1954 bis 1960 das Lyzeum St. Irmengard-Schule. Nach dem Abitur 1963 am Werdenfels-Gymnasium in Garmisch-Partenkirchen absolvierte Michaela Geiger eine Fachausbildung zur Fernsehbildtechnikerin in Nürnberg und arbeitete von 1964 bis 1967 beim Bayerischen Fernsehen in München. Danach war sie bis 1980 als Hausfrau und als Mitarbeiterin im Betrieb ihres Ehemannes tätig.
Michaela Geiger war geschieden und hatte einen Sohn. Sie war die Tochter des Ritterkreuzträgers Carl Rall.

## Partei
Seit 1971 war sie Mitglied der CSU. Hier gehörte sie ab 1975 dem CSU-Kreisvorstand Garmisch-Partenkirchen an, war ab 1977 Stellvertretende Vorsitzende des CSU-Bezirksverbandes Oberbayern und seit 1987 Mitglied im CSU-Landesvorstand.

## Abgeordnete
Von 1978 bis 1981 war sie Marktgemeinderätin in Garmisch-Partenkirchen und Mitglied des Kreistages von Garmisch-Partenkirchen.
Von 1980 bis zu ihrem Tode war sie Mitglied des Deutschen Bundestages, in den sie über die Landesliste entsandt wurde, da sich Franz Josef Strauß nach der verlorenen Bundestagswahl 1980 geweigert hatte, nach Bonn zu gehen. Im Bundestag amtierte sie von 1987 bis 1991 als Vorsitzende der Arbeitsgruppe Außenpolitik der CDU/CSU-Bundestagsfraktion.
Am 16. Januar 1997 wurde sie zur Vizepräsidentin des Deutschen Bundestages gewählt. Nach der Bundestagswahl 1998 schied sie aus diesem Amt am 26. Oktober 1998 wieder aus.
Von November 1998 bis zu ihrem Tod durch Krebs am 30. Dezember 1998 war sie stellvertretende Vorsitzende des Auswärtigen Ausschusses.
Michaela Geiger war zuletzt 1998 mit 58,0 % der Stimmen direkt gewählte Abgeordnete des Wahlkreises Weilheim.

## Öffentliche Ämter
Nach der Bundestagswahl 1990 wurde sie am 24. Januar 1991 als Parlamentarische Staatssekretärin beim Bundesminister für wirtschaftliche Zusammenarbeit in die von Bundeskanzler Helmut Kohl geführte Bundesregierung (Kabinett Kohl IV) berufen. Vom 22. Januar 1993 bis zum 16. Januar 1997 war sie dann in gleicher Funktion beim Bundesminister der Verteidigung. Im Kabinett Kohl V.

## Auszeichnungen
- 1989: Bundesverdienstkreuz am Bande
- 1995: Großes Goldenes Ehrenzeichen mit dem Stern für Verdienste um die Republik Österreich[8]